# Hracholusky
Hracholusky är en ort i Tjeckien.   Den ligger i regionen Södra Böhmen, i den sydvästra delen av landet, 120 km söder om huvudstaden Prag. Hracholusky ligger 499 meter över havet och antalet invånare är 491.
Terrängen runt Hracholusky är platt åt nordost, men åt sydväst är den kuperad. Runt Hracholusky är det ganska tätbefolkat, med 52 invånare per kvadratkilometer. Närmaste större samhälle är Prachatice, 8,4 km sydväst om Hracholusky. I omgivningarna runt Hracholusky växer i huvudsak blandskog.